# Spermacoce heteromorpha
Spermacoce heteromorpha är en måreväxtart som beskrevs av Steven Dessein. Spermacoce heteromorpha ingår i släktet Spermacoce och familjen måreväxter. Inga underarter finns listade i Catalogue of Life.